# Neuvy-Grandchamp
Neuvy-Grandchamp è un comune francese di 826 abitanti situato nel dipartimento della Saona e Loira nella regione della Borgogna-Franca Contea.

## Geografia
Neuvy-Grandchamp si trova a 328 km da Parigi e 159 km da Lione. Con i suoi 4.964 ettari, il comune di Neuvy-Grandchamps è il comune più grande del cantone di Gueugnon. Tuttavia, nel 1869, la communi fu ridotta di 298 ettari per contribuire a formare la nuova communi di Guerreaux. La zona collinare del comune si eleva per 400 metri e si estende per 10 km da nord a sud e per 8 km da est a ovest. 

## Storia
Da Novis Vicus nel IX secolo a Noviacus nel XIII secolo, Niviz o Novovico nel XIV secolo, Neufvy nel XVII secolo e infine Neuvy nel XVIII secolo; la toponomastica designa quindi una città stradale di origine merovingia. Il villaggio, installato lungo un sentiero di campagna dall'Yonne alla Loira, fu donato nell'877 da Carlo il Calvo ai monaci benedettini dell'abbazia di Saint-Martin d'Autun.
La formazione dei feudi e della parrocchia durante l'Alto Medioevo è piuttosto oscura. Nel XIV secolo, la grande roccaforte di Vesvre occupava la metà settentrionale del territorio. Il resto, che sembra derivare dalla frammentazione di un altro grande dominio rurale, fu suddiviso in più terreni dai quali emerse nei secoli successivi la roccaforte di Beauchamp.
Nicolas Rolin possedeva la signoria di Beauchamp, ma probabilmente vi abitava molto poco. Questa fortezza aveva la particolarità di avere una fabbrica di ferro (oltre alla miniera che la forniva) vicino al suo castello, oggi scomparso. Vendute come proprietà nazionale nel 1799, furono acquistate nel 1802 da Michel Ramus (fondatore della  Fonderie royale de Montcenis) che le modernizzò e sviluppò, rendendo questa fabbrica una delle più competitive della regione. La sua morte gli ha impedito di creare un annesso a Saint-Agnan. Acquistata dal Conte de Dormy, la fabbrica crollò rapidamente e cessò le sue attività nel 1834. La miniera fu chiusa per mancanza di redditività alla fine del XIX secolo, ma riaperta durante la seconda guerra mondiale come rifugio di refrattari al servizio di il lavoro obbligatorio. La miniera fu definitivamente chiusa nel 1948.
Dal 1891, un decreto del Presidente della Repubblica associa al nome del comune il lieu-dit Grandchamp, il nome di questa operazione di estrazione del carbone.
Durante la guerra civile spagnola, Neuvy-Grandchamp fu una delle poche comunità rurali francesi ad aver accolto i profughi, in particolare dopo la vittoria franchista nella battaglia di Catalogna. Questa particolarità è dovuta alla presenza di un dirigente comunale di sinistra, allora guidato dal sindaco socialista, Pierre Boudot, consigliere comunale. Quest'ultimo era quindi volontario per accogliere i profughi, un contingente dei quali arrivò l'11 febbraio 1939. Questo era composto da due famiglie allargate. Uno dei 19 era di Arbeca, provincia di Lleida, Catalogna. L'altro, di 23 persone, proveniva da Huesca, a nord di Saragozza, in Aragona. Tutti erano contadini.
Durante la crisi del Covid-19 nella primavera del 2020, la comune è stata colpita dalle misure sanitarie imposte dal governo francese. Il rinnovo del consiglio comunale è rinviato a causa dello stato di emergenza sanitaria. La squadra municipale uscente, era stata appena eletta. . Il nuovo consiglio comunale può riunirsi dal 25 maggio 2020.

## Società

### Evoluzione demografica
Abitanti censiti

## Economia

### Reddito della popolazione e tassazione
In 2012, il  reddito fiscale mediano per famiglia era 17652€ all'anno, ovvero un livello inferiore (-12,08%) rispetto alla mediana nazionale reddito, stimato in 19785€. Il comune ha il 51,6% delle famiglie esentasse e riscuote un importo totale di tasse locali di 288000€. Ciò corrisponde a una somma media di 670€ per famiglia fiscale, ovvero un risultato inferiore rispetto alla scala di  dipartimento di Saona e Loira (749 €).
Per quanto riguarda l'imposta sul reddito, la popolazione è tassata (nel 2012) per un importo medio di 576€ e per nucleo familiare. Sulla scala di Saona e Loira, questa tassa è in media di 1.040€, un risultato più alto. 

## Settore agricolo
Dei 4.964 ettari del comune, 3.806 sono destinati a prati e terreni coltivati. Ciò rappresenta il 77% della superficie totale. In 31 aziende agricole, sono state distribuite: 48 agricoltori, 4 braccianti e 4 apprendisti.